# بخش گلنیتسا
بخش گلنیتسا (به لاتین: Gelnica District) یک منطقهٔ مسکونی در اسلواکی است که در منطقه کوشیتسه واقع شده‌است.
بخش گلنیتسا مطابق آمار سال ۲۰۰۹ میلادی، ۳۱٬۳۶۵ نفر جمعیت دارد.